# Adoxophyes vitilevu
Adoxophyes vitilevu es una especie de polilla del género Adoxophyes, tribu Archipini, subfamilia Tortricinae.

## Distribución
Se distribuye por Fiyi.

## Taxonomía
Fue descrita por Razowski en 2016 y publicada en Polish Journal of Entomology 85: 200.